# Вершина Листвянки
Вершина Листвянки — гора, одна из вершин (1376 м над уровнем моря) предгорий Кузнецкого Алатау на границе с Кемеровской области и Орджоникидзевским районом Республики Хакасия (54° 45' сш, 88° 47' вд).
На вершине — скальные выходы основных интрузий палеозоя. Восточный склон более пологий. У подножья восточного склона, на высоте около 1000 м, берут начало притоки pp. Сарала и Кия. На вершине — горная тундра, склоны покрыты тайгой (лиственница, берёза, ель).